# 萬壽臺藝術劇場
萬壽臺藝術劇場（朝鲜语：／ Mansudae yesulgŭkchang）是位於朝鮮平壤直轄市中區域的一個劇場，因地處萬壽臺上而得名。劇場於1976年竣工，總建築面積6萬平方米。
萬壽臺藝術劇場是朝鮮著名歌舞藝術團萬壽臺藝術團的主要公演場所，用來演出朝鮮革命歌劇、舞臺劇，也往往作為朝鮮勞動黨的各類集會場所。